# كيندرا روس
كيندرا روس (بالإنجليزية: Kendra Ross)‏ هي مغنية مؤلفة وملحنة وعازفة الجاز أمريكية، ولدت في 4 ديسمبر 1975 في يونغزتاون في الولايات المتحدة.

## وصلات خارجية
- الموقع الرسمي
- كيندرا روس على موقع ميوزك برينز (الإنجليزية)
- كيندرا روس على موقع ديسكوغز (الإنجليزية)